# بوينغ إكس بيه3بي
بوينغ إكس بيه3بي (XP3B) هي نموذج مقترح لطائرة دورية طورتها شركة بوينغ للاستخدام من قبل البحرية الأميركية في أواخر أربعينيات القرن العشرين. كان من المقرر أن تعمل باثنين من محركات أليسون تي40 المروحية التربينية باستعمال مراوح كونترا دوارة. الغي لمشروع قبل بناء أي طائرة.

## المواصفات
البيانات من Bowers<ref name='Boeing'>
الخصائص العامة
- طول: 108 قدم 11 بوصة (33.20 م)
- باع الجناح: 125 قدم (38 م)
- ارتفاع: 32 قدم 10 بوصة (10.01 م)
- مساحة الجناح: 1,400 قدم2 (130 م2)
- الوزن فارغة: 66,000 رطل (29,937 كـغ)
- الوزن الإجمالي: 127,000 رطل (57,606 كـغ)
- محركات: 2 × أليسون تي 40-A-2 turboprops, 5,200 shp (3,900 كـو)  الواحد
- مراوح: 6-ريشة, 17 قدم (5.2 م) diameter

أداء
- السرعة القصوى: 395 عقدة؛ 731 كم/س (454 ميل/س)